# Tokio blues (Norwegian Wood)
Tokio Blues, Norwegian Wood (ノルウェイの森 Noruwei no Mori?) es una novela del autor japonés Haruki Murakami del año 1987. La novela es una historia nostálgica que trata los temas de la pérdida y la sexualidad. La historia está narrada por su protagonista, Toru Watanabe, que evoca en la novela el tiempo en que residió en Tokio durante su primer año como estudiante universitario. A través de los recuerdos de Toru, el lector es testigo del desarrollo de sus relaciones con dos mujeres muy distintas: Naoko, una chica bella, con una vida emocional agitada, y la sociable y animada Midori.
La acción se desarrolla en el Tokio de finales de los años 1960, momento histórico en que los estudiantes japoneses, como muchos estudiantes en otros países, estaban involucrados en protestas contra el orden establecido. Estas protestas son el telón de fondo en el que la novela se desarrolla, y el autor (a través de los ojos de Toru y Midori) describe este movimiento estudiantil en general como pusilánime e hipócrita.
Ciertos fragmentos de la obra se publicaron originalmente en la colección Sauce ciego, mujer dormida, con el título Luciérnaga.
La buena acogida que tuvo la obra Tokio Blues, Norwegian Wood entre la juventud japonesa convirtió a Murakami en una especie de ídolo de masas en Japón (lo que, al parecer, no fue de su agrado en aquel momento).
A pesar de ser una obra muy conocida en su país, los lectores habituales recibieron la obra como una desviación poco grata de su estilo ya establecido de prosa enérgica aderezada con elementos de lo inesperado y lo sobrenatural, como por ejemplo la obra Sekai no owari to Hādoboirudo Wandārando, traducida al inglés como Hard-Boiled Wonderland and the End of the World, que había sido publicada dos años antes. El traductor de la obra al inglés, Jay Rubin, resaltó en la nota del traductor de la edición británica del año 2000 que ésta mantiene en grado importante la complejidad y el simbolismo característicos de la obra de Murakami, y que por lo tanto esta obra "no es simplemente una historia de amor".

## Título de la novela
El título original en japonés, Noruwei no Mori, es la forma habitual de traducir al japonés el título de la canción "Norwegian Wood (This Bird Has Flown)", de The Beatles, compuesta por John Lennon y Paul McCartney. En la novela aparecen diversas alusiones a dicha canción, que es la favorita del personaje Naoko. La palabra japonesa mori sería equivalente en español a "bosque", no al material "madera", aunque la letra de la canción indudablemente se refiere a lo último. Esta traducción, que puede parecer extraña, está basada en la traducción oficial del título de la canción, y además las imágenes y las ambientaciones forestales tienen una importancia destacada en la novela.

## Personajes deTokio Blues (Norwegian Wood)
- Toru Watanabe — Protagonista y narrador, Toru es un estudiante universitario bastante normal de Tokio. Se está especializando en teatro, pero sin motivo o convicción para hacerlo. Al contrario que la mayoría de los estudiantes, está interesado en Occidente; en particular, en la literatura de Estados Unidos. Es el mejor amigo de Kizuki y tiene una relación amorosa primero con Naoko y más tarde con Midori.
- Naoko — Bella y sensible, Naoko es la novia de Kizuki, aunque después de la muerte de este comienza una relación con Toru. La hermana mayor de Naoko se suicidó a los 17 años, lo que, junto con el suicidio de Kizuki, marcó su estabilidad emocional para siempre.
- Midori Kobayashi — Compañera de clase de Toru. Vivaz y extrovertida, ella y su hermana ayudan a su padre a llevar una pequeña librería. Al principio tiene novio, pero comienza a tener otros sentimientos hacia Toru según le va conociendo mejor. Finalmente deja a su novio, lo que pone a Toru en una situación complicada.
- Reiko Ishida — Profesora de música y buena amiga de Naoko, junto con la cual permanece en un psiquiátrico. Debido a los problemas mentales que acarrea durante toda su vida y que arruinaron su carrera musical y su matrimonio, Reiko intenta aconsejar a Toru y a Naoko en su relación.
- Kizuki — Mejor amigo de Toru en el instituto y primer novio de Naoko, Kizuki se quitó la vida a los 17 años.
- Nagasawa — Estudiante diplomático de la élite de la Universidad de Tokio que comienza una amistad con Toru a través de una pasión que ambos comparten, El gran Gatsby. Nagasawa no es muy carismático, pero sí complejo tanto en sus ideales como en sus relaciones personales. Al principio Toru, llevado por el desenfreno, comienza a salir con él para tener relaciones sexuales con chicas que Nagasawa escoge al azar. Más tarde, su relación pasa por altibajos, y deja y vuelve a retomar su amistad.
- Hatsumi — Amable por naturaleza, Hatsumi es la sufridora novia de Nagasawa. Intenta aconsejar a Toru, pero este se muestra reacio a creer tanto a ella como a Nagasawa por miedo a que la situación de Naoko y Kizuki se vuelva a repetir. (Fuera de la historia del libro, Hatsumi se casará, dos años después de que Nagasawa se vaya a Alemania, y se suicidará, otros dos años más tarde, cortándose las venas).
- "Tropa-de-Asalto" — Compañero de habitación de Toru en la residencia de estudiantes que está obsesionado con la limpieza. Se está especializando en cartografía como preparación para trabajar en el Geographical Survey Institute of Japan. Más tarde se muda, y deja la habitación entera para Toru, hasta que este se va también de la residencia.
- Itoh — Estudiante de arte que Toru conoce tras abandonar la residencia de estudiantes que compartía con Nagasawa y Tropa de asalto. A ambos les encanta Boris Vian. Tiene novia en su pueblo natal, Nagasaki, pero el malestar que ella siente hacia el camino que Itoh ha elegido hace que él manifieste también cierto malestar en su relación.
- Momoko (Momo) Kobayashi — Hermana de Midori.
- Señor Kobayashi — Padre viudo de Midori. En un principio Midori dijo que su padre había emigrado a Uruguay, lo que finalmente resulta ser mentira; en realidad, el señor Kobayashi estaba ingresado en un hospital de Tokio por un tumor cerebral. Cuando Midori y Toru lo van a visitar, Toru se queda solo durante un rato cuidando de él. Poco después muere, y sus hijas venden la librería para mudarse a un nuevo barrio.
- Don Escuela-Militar-de-Nakano — Apodo que recibe el jefe de la residencia de Toru, un hombre del que se rumorea que era un espía.
- Uniforme — Apodo que recibe el asistente de Nakano, conocido por llevar siempre uniforme de estudiante.

## Argumento
La historia comienza con Toru Watanabe ya mayor que recuerda como cuando tenía 37 años acaba de llegar a Hamburgo (Alemania). Cuando escucha una versión de orquesta de la canción de los Beatles "Norwegian Wood", de repente le abordan sentimientos de pérdida y nostalgia. Toru recuerda los sesenta, cuando pasaron tantas cosas que afectaron a su vida. Murakami parte la historia con un doble flashback, un Toru mayor que recuerda a un Toru de 37 años quien al escuchar la canción Norwegian Wood nos lleva a los años 60
Toru, su compañero de clase Kizuki y la novia de Kizuki, Naoko, son amigos inseparables. Kizuki y Naoko están especialmente unidos, como almas gemelas, y Toru parece más que feliz de ser el que refuerza su amor. Esta existencia idílica es interrumpida por el suicidio inesperado de Kizuki el día que cumplía diecisiete años. La muerte de Kizuki afecta profundamente a los dos amigos: Toru siente la presencia de la muerte por todas partes, mientras Naoko cree que ha perdido una parte de ella para siempre. Los dos personajes pasan cada vez más tiempo juntos intentando consolarse el uno al otro y, finalmente, se enamoran. La noche de su vigésimo cumpleaños, Naoko se siente especialmente vulnerable y acaban por consumar su amor. Después, Naoko le deja a Toru una nota en la que dice que necesita tiempo para pensar y que deja la universidad para ir a un sanatorio.
El florecimiento de su amor se contrapone a un telón de fondo de malestar civil. Los estudiantes de la universidad de Toru se declaran en huelga y promueven una revolución. Inexplicablemente, los estudiantes finalizan la huelga y actúan como si nada hubiera ocurrido, lo que provoca que Toru se sienta furioso por considerarlo un signo de hipocresía.
Toru se hace amigo de una compañera de clase de teatro, Midori Kobayashi. Ella tiene todo lo que le faltaba a Naoko: es extrovertida, llena de vida, sumamente segura de sí misma. A pesar de su amor por Naoko, Toru también se siente atraído por Midori. Midori siente lo mismo por él y su relación crece durante la ausencia de Naoko.
Toru visita a Naoko en el sanatorio, que se encuentra apartado entre las montañas, cerca de Kioto. Allí conoce a Reiko Ishida, otra paciente que se ha convertido en confidente de Naoko. Durante esta y las siguientes visitas, Reiko y Naoko desvelan algo más sobre su pasado: Reiko le habla de la búsqueda de su identidad sexual y Naoko sobre el inesperado suicidio de su hermana mayor hace unos años. De vuelta en Tokio, Toru provoca, sin pretenderlo, el distanciamiento de Midori al no tener en cuenta sus deseos y necesidades y pensar continuamente en Naoko. Le escribe una carta a Reiko pidiéndole consejo a propósito de sus sentimientos incompatibles hacia Naoko y Midori. No quiere hacer daño a Naoko pero tampoco quiere perder a Midori. Reiko le aconseja aprovechar esta oportunidad para ser feliz y ver en que termina su relación con Midori.
Un tiempo más tarde, Toru se entera a través de una carta de un hecho que le cambiará la vida por completo.